# Вулиця Тучапського
Вулиця Тучапського — вулиця у Шевченківському районі міста Львів, місцевість Замарстинів. Пролягає від вулиці Городницької до вулиці Липинського.

## Історія та забудова
Вулиця виникла на межі XIX—XX століття у складі села Замарстинів, з 1902 року мала назву Тісна (за іншими даними — з 1932 року). У 1934 році перейменована на вулицю Павульського. У часи нацистської окупації Львова, з 1943 року по липень 1944 року мала назву Красінскіґассе, на честь Зиґмунта Красінського, польського поета XIX століття. Після Другої світової війни вулиці на деякий час повернули довоєнну назву, проте у 1950 році перейменували на вулицю Разіна, на честь ватажка Селянської війни 1670—1671 років Степана Разіна. Сучасну назву вулиця отримала у 1993 році на честь митрополита Макарія Тучапського, українського релігійного діяча XVI століття.
Вулиця забудована переважно одноповерховими будинками 1930-х років у стилі конструктивізм, є і сучасні садиби.